# Syrphoctonus robustus
Syrphoctonus robustus là một loài tò vò trong họ Ichneumonidae.